# Vincent Duport

a Compétitions nationales et continentales officielles uniquement.

b Matchs officiels uniquement.
Vincent Duport, né le 15 décembre 1987 à Avignon (France), est un joueur français de rugby à XIII évoluant au poste de centre ou d'ailier. Après un apprentissage à Avignon, il rejoint en 2007 les Dragons Catalans. Il fait ses débuts en Super League lors de la saison 2007 et y dispute notamment la finale de la Challenge Cup en 2007. Il rejoint le temps d'une saison en 2010 en Championship le Toulouse olympique XIII avant de revenir aux Dragons Catalans dès 2011, y devenant notamment le meilleur marqueur d'essais de l'histoire du club, y détenant le record avec 86 essais avec Clint Greenshields.
Ses performances en club lui ont ouvert les portes de la sélection française disputant notamment le Tournoi des Quatre Nations 2009 et la Coupe du monde 2013.

## Biographie
En raison d'une opération du genou, Vincent Duport ne peut pas participer à la Coupe du monde 2017.
Il est absent de nombreuses fois lors de la saison et dispute peu de matchs avec les Dragons Catalans bien qu'il égale et dépasse le record d'essais inscrit dans ce club depuis sa création, appartenant à Clint Greenshields. Il n'est par conséquent pas appelé à disputer la finale de la Challenge Cup contre les Wolves de Warrington.

## Palmarès

### En club
- Collectif
  - Vainqueur de la Challenge Cup : 2018[3] (Dragons Catalans).
  - Finaliste du Challenge Cup : 2007 (Dragons Catalans).

## Détails

### En sélection

#### Coupe du monde
| Édition         | Rang               | Résultats France | Résultats Duport | Matchs Duport |
| --------------- | ------------------ | ---------------- | ---------------- | ------------- |
| Angleterre 2013 | Quart-de-finaliste | 1 v, 0 n, 3 d    | 1 v, 0 n, 3 d    | 4/4           |

Légende : v = victoire ; n = match nul ; d = défaite.

#### Détails en sélection
| 1.  | 27 juin 2008      | Angleterre           | 8-56  | Amical                     | Remplaçant | - | - | - | - |
| 2.  | 13 juin 2008      | Angleterre           | 12-66 | Amical                     | Ailier     | - | - | - | - |
| 3.  | 23 octobre 2009   | Angleterre           | 12-34 | Tournoi des Quatre nations | Ailier     | 4 | 1 | - | - |
| 4.  | 31 octobre 2009   | Nouvelle-Zélande     | 12-62 | Tournoi des Quatre nations | Centre     | - | - | - | - |
| 5.  | 7 novembre 2009   | Australie            | 4-42  | Tournoi des Quatre nations | Ailier     | - | - | - | - |
| 6.  | 9 octobre 2010    | Irlande              | 58-24 | Coupe d'Europe             | Ailier     | - | - | - | - |
| 7.  | 15 octobre 2011   | Angleterre B         | 18-38 | Amical                     | Ailier     | - | - | - | - |
| 8.  | 21 octobre 2011   | Angleterre           | 18-32 | Amical                     | Ailier     | 4 | 1 | - | - |
| 9.  | 29 octobre 2011   | Écosse               | 46-10 | Coupe d'Europe             | Ailier     | 4 | 1 | - | - |
| 10. | 5 novembre 2011   | Irlande              | 34-16 | Coupe d'Europe             | Ailier     | - | - | - | - |
| 11. | 20 octobre 2012   | Pays de Galles       | 20-6  | Amical                     | Centre     | - | - | - | - |
| 12. | 3 novembre 2012   | Angleterre           | 6-44  | Amical                     | Centre     | - | - | - | - |
| 13. | 11 novembre 2012  | Angleterre           | 4-48  | Amical                     | Centre     | - | - | - | - |
| 14. | 27 octobre 2013   | Papouas.-Nlle-Guinée | 9-8   | Coupe du monde 2013        | Centre     | - | - | - | - |
| 15. | 1er novembre 2013 | Nlle-Zélande         | 0-48  | Coupe du monde 2013        | Centre     | - | - | - | - |
| 16. | 11 novembre 2013  | Samoa                | 6-22  | Coupe du monde 2013        | Centre     | - | - | - | - |
| 17. | 16 novembre 2013  | Angleterre           | 6-34  | Coupe du monde 2013        | Centre     | 4 | 1 | - | - |
| 18. | 22 octobre 2016   | Angleterre           | 6-40  | Amical                     | Centre     | - | - | - | - |

### En club
| Saison                 | Club                    | Compétition            | Matchs | Points | Essais | Buts | Drop |
| ---------------------- | ----------------------- | ---------------------- | ------ | ------ | ------ | ---- | ---- |
| 2007                   | Dragons Catalans        | Super League           | 13     | 12     | 3      | 0    | 0    |
| 2007                   | Dragons Catalans        | Challenge Cup          | 4      | 16     | 4      | 0    | 0    |
| 2008                   | Dragons Catalans        | Super League           | 12     | 8      | 2      | 0    | 0    |
| 2008                   | Dragons Catalans        | Challenge Cup          | 1      | 8      | 2      | 0    | 0    |
| 2009                   | Dragons Catalans        | Super League           | 11     | 8      | 2      | 0    | 0    |
| 2009                   | Dragons Catalans        | Challenge Cup          | 2      | 0      | 0      | 0    | 0    |
| 2010                   | Toulouse olympique XIII | Championship           | ?      | ?      | ?      | ?    | ?    |
| 2010                   | Toulouse olympique XIII | Challenge Cup          | 1      | 4      | 1      | 0    | 0    |
| 2011                   | Dragons Catalans        | Super League           | 3      | 8      | 2      | 0    | 0    |
| 2012                   | Dragons Catalans        | Super League           | 27     | 68     | 17     | 0    | 0    |
| 2012                   | Dragons Catalans        | Challenge Cup          | 3      | 8      | 2      | 0    | 0    |
| 2013                   | Dragons Catalans        | Super League           | 21     | 40     | 10     | 0    | 0    |
| 2013                   | Dragons Catalans        | Challenge Cup          | 2      | 4      | 1      | 0    | 0    |
| 2014                   | Dragons Catalans        | Super League           | 20     | 44     | 11     | 0    | 0    |
| 2014                   | Dragons Catalans        | Challenge Cup          | 2      | 0      | 0      | 0    | 0    |
| 2015                   | Dragons Catalans        | Super League           | 6      | 12     | 3      | 0    | 0    |
| 2016                   | Dragons Catalans        | Super League           | 27     | 36     | 9      | 0    | 0    |
| 2016                   | Dragons Catalans        | Challenge Cup          | 1      | 8      | 2      | 0    | 0    |
| 2017                   | Dragons Catalans        | Super League           | 26     | 44     | 11     | 0    | 0    |
| 2017                   | Dragons Catalans        | Challenge Cup          | 1      | 0      | 0      | 0    | 0    |
| 2018                   | Dragons Catalans        | Super League           |        |        |        |      |      |
| 2018                   | Dragons Catalans        | Challenge Cup          | 2      | 4      | 1      | 0    | 0    |
| Total Dragons Catalans | Total Dragons Catalans  | Total Dragons Catalans | 179    | 324    | 81     | 0    | 0    |